# تشارلز ماينارد
تشارلز ماينارد (بالإنجليزية: Charles Maynard)‏ هو سياسي باهاماسي، ولد في 6 يونيو 1970 في ناساو في باهاماس، وتوفي في 14 أغسطس 2012 في شمال أباكو ‏ في باهاماس. نشط حزبياً في Free National Movement ‏. وقد انتخب عضو مجلس النواب في الباهاماس ‏.